# Santa Salete
Santa Salete é um município brasileiro do interior do estado de São Paulo. A cidade tem uma população de 1.645 habitantes (IBGE/2022).

## História

### Formação territorial-administrativa
Histórico da formação do município:
- Distrito criado com sede no povoado de mesmo nome, no município de Urânia, e território desmembrado deste município, pela Lei nº 8.092, de 28/02/1964.
- Município criado pela Lei nº 8.550, de 30/12/1993.

## Geografia
Localiza-se a uma latitude 20º14'41" sul e a uma longitude 50º41'18" oeste, estando a uma altitude de 460 metros. Possui uma área de 79,192 km².

### Rodovias
- SP-320

### Ferrovias
- Linha Tronco da antiga Estrada de Ferro Araraquara [6]

## Demografia

### População
| Crescimento populacional                             | Crescimento populacional | Crescimento populacional | Crescimento populacional |
| Ano                                                  | População Total          |                          | %±                       |
| ---------------------------------------------------- | ------------------------ | ------------------------ | ------------------------ |
| 2000                                                 | 1 379                    |                          | —                        |
| 2010                                                 | 1 447                    |                          | 4,9%                     |
| 2022                                                 | 1 645                    |                          | 13,7%                    |
| Est. 2024                                            | 1 686                    | [ 7 ]                    | 2,5%                     |
| Fontes: Censos Demográficos IBGE e Estimativas SEADE |                          |                          |                          |

### Dados demográficos
Dados do Censo - 2022
População total: 1.645
Densidade demográfica (hab./km²): 20,77
Dados do Censo - 2000
Mortalidade infantil até 1 ano (por mil): 10,39
Expectativa de vida (anos): 74,45
Taxa de fecundidade (filhos por mulher): 2,16
Taxa de alfabetização: 86,53%
Índice de Desenvolvimento Humano (IDH-M): 0,772
- IDH-M Renda: 0,650
- IDH-M Longevidade: 0,824
- IDH-M Educação: 0,842

(Fonte: IPEADATA)

## Infraestrutura

### Comunicações
O sistema de telefones automáticos, assim como o sistema de discagem direta à distância (DDD) com o código de área (0176), foram implantados pela Telecomunicações de São Paulo (TELESP).
Na década de 90 o código DDD da cidade foi alterado para (017), para padronização do sistema telefônico com a telefonia celular que estava sendo implantada em todo o estado.

## Religião
O Cristianismo se faz presente na cidade da seguinte forma:

### Igreja Católica
- A igreja faz parte da Diocese de Jales.[15]

### Igrejas Evangélicas
Entre as igrejas protestantes históricas, pentecostais e neopentecostais, encontram-se na cidade:
- Assembleia de Deus Ministério do Belém.[18][19]
- Congregação Cristã no Brasil.[20]